# ロトとその娘たち (ジェンティレスキ、ビルバオ)
『ロトとその娘たち』（ロトとそのむすめたち、西: Lot y sus hijas、英: Lot and His Daughters）は、17世紀イタリア・バロック期の画家オラツィオ・ジェンティレスキが1628年にキャンバス上に油彩で制作した絵画である。『旧約聖書』中の「創世記」 (18章16-19) に記述されるロトとその娘たちの逸話を題材としており、画家が描いた同主題作のうちの1点となっている大作である。画面右側の岩上の蔓の下、青い衣服の娘と湖の間の壺上に「HORA.vs GIENTIL.vs.」という記名がある。作品は1924年にスペインのビルバオ美術館に購入され、以来、同美術館に所蔵されている。 

## 歴史
1628年に、63歳であったジェンティレスキは、彼の作品に興味を持ち、何点かの作品を購入していたバッキンガム公爵の要請でイングランドに渡った。イングランド滞在中、チャールズ1世 (イングランド王) の要請で、 ジェンティレスキは本作を含め聖書を題材とした何点かの大作を描いた。記録によれば、本作は画家がイングランドに到着してから2年後の1628年に制作され、チャールズ1世のために描かれた最初の大作であった。作品はホワイトホール宮殿に掛けられた。

## 主題
「創世記」の記述によると、ソドムとゴモラの町は悪徳と淫乱に満ちていた。ロトが移り住んでいたソドムは男色がはびこっていたため、神はゴモラとともに滅ぼそうとした。それを聞いたアブラハムはロトを救うために必死で神と交渉する。神は、ソドムを滅ぼす前に2人の天使を派遣して、様子を見ることにした。
ロトに歓待された天使たちは、彼に神がソドムを滅ぼそうとしているので、すぐ脱出しなくてはならないことを告げる。そして、ロトとその妻、娘たちに脱出する際、決して後ろを振り返ってはならないと忠告した。ロットの家族がソドムを去ると、神は硫黄と火をソドムとゴモラに降らせ、2つの町を焼き尽くした。この時、ロトの妻だけは後ろを振り返ってしまったので、塩の柱となってしまう。ロトと2人の娘たちは山の洞窟に身を寄せ、なんとか生き延びることができた。その後、ロトの娘たちは子孫が絶えることを危惧して、それぞれ父親を酔わせて交わり、彼の子供を産んだ。

## 作品
本作は、ロトの娘たちが洞窟に隠れ場所を見つけて、ロトと肉体的関係を持つために彼を酔わせる場面を描いている。ジェンティレスキは、出来事をあからさまに提示するのではなく、彼の画業の最期に特徴的な優雅さで示唆することによって表現している。
本作の人物像はほぼ等身大である。ジェンティレスキは娘たちの衣服に黄、ウルトラマリンの青という明るい色を選択し、ロトの衣服には紅色という三原色を用いている。その色彩は、洞窟の暗色の上で明るく目立っている。洞窟の2つの開口部からは空と牧歌的な風景が見える。ロトは黄色い衣服の娘の膝上で眠り、もう1人の青色の衣服の娘は立って、逃げてきた洞窟の外側を片手で指し示している。そこには塩の柱となった娘たちの母親が見え、遠くには炎に包まれたソドムの町がある。演劇的なしぐさで立っている娘は自分たちの父親と関係を持つ理由について問うている。2人の女性たちは胴体、そして胸までをはだけ、これから起こる性的関係を感覚的に示している。近くにある水差しは、父親が酔っていることを想起させる。3人の頭上を巡る蔓が場面の状況を強調している。
画家の技量はとりわけ、布地の描写に発揮されている。ロトの絹の衣服には青みがかった虹色の光沢が見えるが、画家はそれを非常な美しさで描写している。彼の技量は、父親の酔いと関連する金色の器と、ワインがこぼれているスズの水差しの描写にも明らかである。また、洞窟の片方の開口部からもう1方の開口部にかけて垂れている蔓も見事に描かれている。

## 別ヴァージョン
ジェンティレスキは本作以前の1621年に非常に異なる構図で同主題を採りあげており、その作品には少なくとも4点のヴァージョンがある。それらは、ロサンゼルスのJ・ポール・ゲティ美術館 (最初のヴァージョンと考えられる)、絵画館 (ベルリン)、オタワのカナダ国立美術館、マドリードのティッセン＝ボルネミッサ美術館にあるが、ティッセン＝ボルネミッサ美術館の作品は現在、彼の弟子たちによって制作されたと考えられている。

## ギャラリー

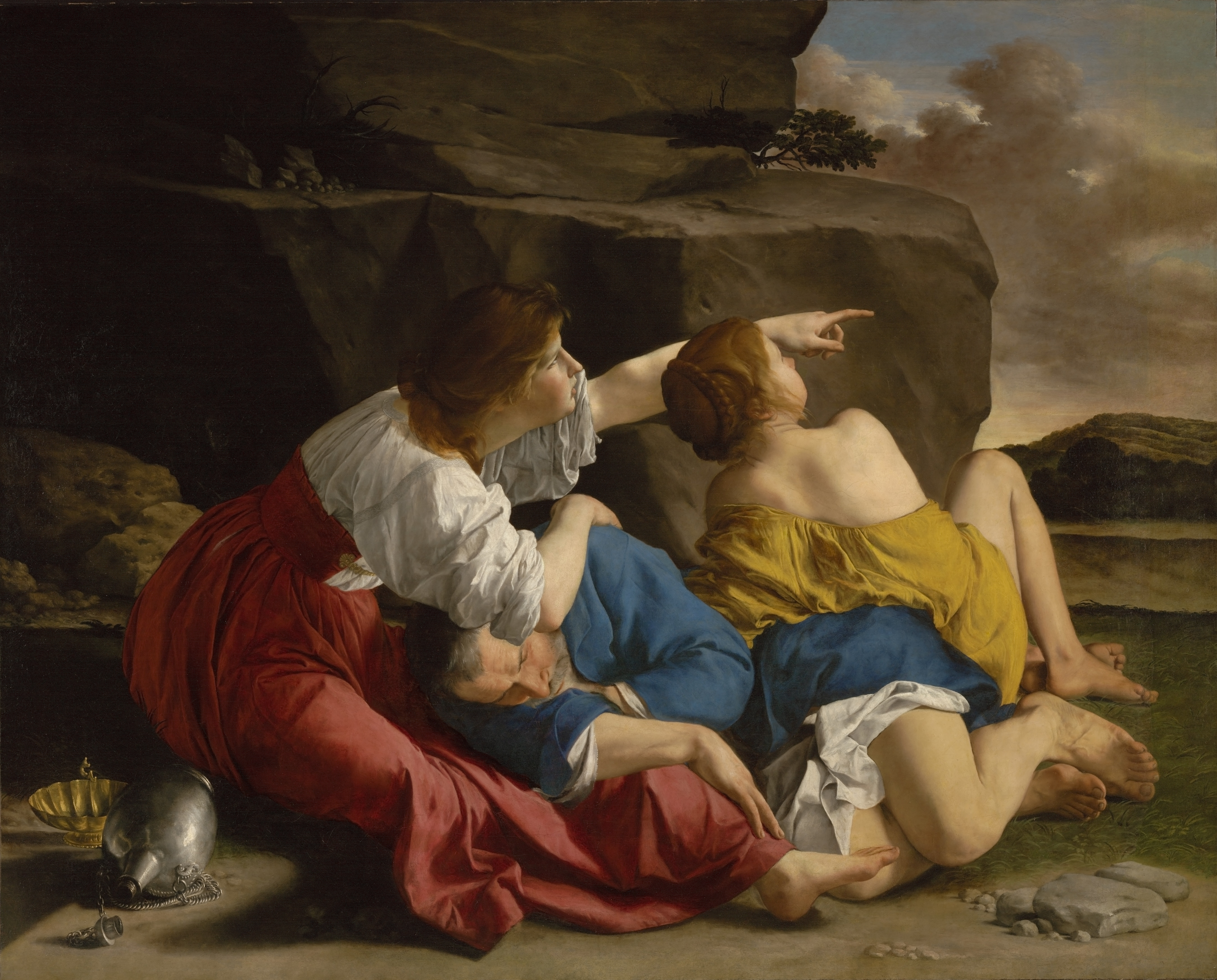
オラツィオ・ジェンティレスキ『ロトとその娘たち』、1622年、J・ポール・ゲティ美術館、ロサンゼルス
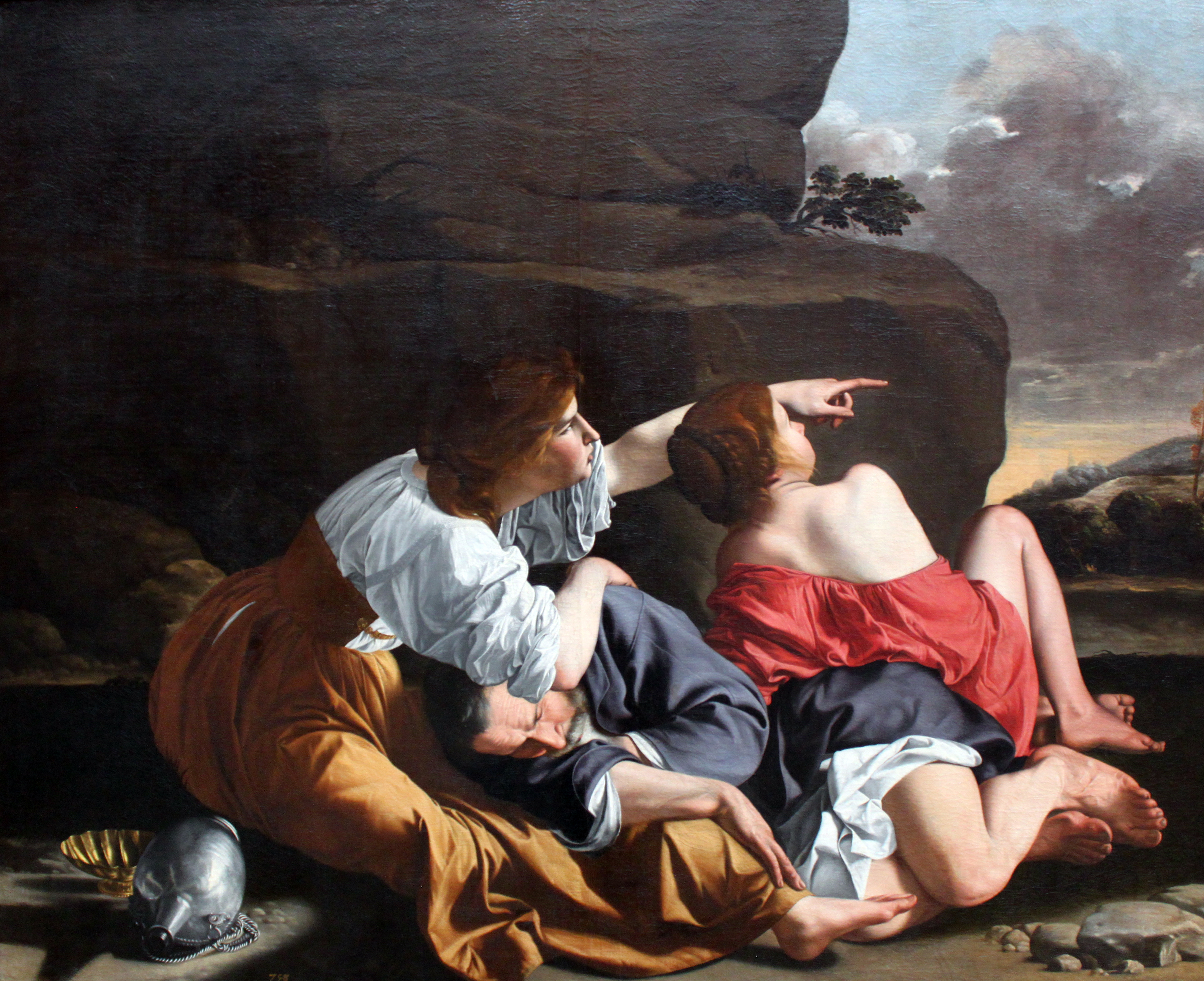
オラツィオ・ジェンティレスキ『ロトとその娘たち』、1622年、絵画館 (ベルリン)